# Llebredo (Parroquia)
Llebredo ist eines von acht Parroquias der Gemeinde El Franco. Es erstreckt sich auch in die Gemeinden Coaña und Boal der autonomen Region Asturien in Spanien.

## Geographie
Llebredo ist ein Parroquia mit 53 Einwohnern in (El Franco), 14 Einwohnern in (Boal) und 25 Einwohnern in (Coaña) (2011) und einer Fläche von 13,86 km². Es liegt auf 363 m über NN. Llebredo ist acht Kilometer vom Hauptort der Gemeinde El Franco entfernt.

## Wirtschaft
Die Landwirtschaft prägt seit alters her die Region. In jüngster Zeit hat sich die Milchwirtschaft und mit ihr die entsprechende "Industrie" wie Käse, und anderer Molkereiprodukte stark verbreitet. 

## Klima
Angenehm milde Sommer mit ebenfalls milden, selten strengen Wintern. In den Hochlagen können die Winter durchaus streng werden.

## Dörfer und Weiler in der Parroquia
- Brañamayor
- Coba
- Llebredo

## Sehenswertes
- Cueva (Höhle) de la Andina